# JJ Project
JJ Project este un duet muzical de Kpop format din Jaebum și Jinyoung (membrii formației Got7). Aceștia au debutat în 2012 cu melodia Bounce. După 5 ani, JJ Project a revenit cu un nou album numit Verse 2 (2017).